# Pascal Chaumeil
Pascal Chaumeil  (1961 - 2015) foi um cineasta e argumentista francês.

## Biografia
Pascal Chaumeil inicia-se como assistente do realizador em 1988, colaborando em vários trabalhos de Luc Besson. Em 1996, é o realizador da segunda equipa de O Quinto Elemento. Trabalha para a televisão e grava mais de uma centena de anúncios publicitários entre 1997 e 2005. Em 2010 estreia a sua primeira longa-metragem, L'Arnacœur.

## Filmografia

### Realizador

#### Filmes
- 2010: L'Arnacœur (pt: O Quebra Corações, br: Como Arrasar um Coração)
- 2012: Vivre c'est mieux que mourir
- 2012: Le plan parfait

#### Séries
- 1998: Blague à part
- 2002: Avocats et associés
- 2005: Engrenages, episódios: 5, 6, 7, 8
- 2006: L'État de Grâce, baseado na obra de Jean-Luc Gaget
- 2007: Fais pas ci fais pas ça, episódios 1 à 4
- 2008: Duel en ville, minissérie
- 2008: Fais pas ci fais pas ça, temporada 2

#### Telefilmes
- 2003: Clémence
- 2004: Mer belle à agitée

#### Curtas-metragens
- 1995: Peinard (correalizado por: Denis Bardiau). Grand Prix no Festival de Chamrousse
- 1996: Des hommes avec des bas. Grand Prix no Festival de Cognac
- 2001: Liens sacrés

### 1º assistente do realizador
- 1987: L'Œil au beur(re) noir de  Serge Meynard
- 1989: Un été d'orages de Charlotte Branstrom
- 1989: Je suis le seigneur du château de Régis Wargnier
- 1993: Une nouvelle vie de Olivier Assayas
- 1994: Léon de Luc Besson

### Realizador da 2ª equipa
- 1999: Jeanne d'Arc de Luc Besson
- 1998: Les Couloirs du temps de Jean-Marie Poiré
- 1997: Le Cinquième Élément de Luc Besson